# Іскова Надія Іванівна
Надія Іванівна Іскова (Радченко) (20 лютого 1936 — 1 травня 2002)  — українська вчена у галузях зоології і паразитології, фахівець з трематод птахів, кандидат біологічних наук (1968), лауреат Аремії імені І. І. Шмальгаузена НАН України (1995). Авторка близько 70 наукових праць, зокрема 5 монографій, дві з них в серії «Фауна України» (1985 і 1989). Описала 5 нових для науки видів трематод.

## Життєпис
Народилася 20 лютого 1936 року в Києві. Батьки — Іван Маркович і Марія Прокопівна Радченки. Протягом 1954—1959 років навчалася в Київському ветеринарному інституті, який 1957 року був приєднаний в якості факультету до Української сільськогосподарської академії (зараз Національний університет біоресурсів і природокористування України). Під час навчання вийшла заміж за Михайла Петровича Іскова, також відомого у майбутньому паразитолога, з яким навчалася на одному курсі. 
Після завершення навчання кілька місяців у 1959—1960 роках працювала у ветеринарно-бактеріологічній лабораторії міста Вулканешти (Молдова), завідувачем якої в той же час був М. П. Ісков. Згодом вони повернулися до Києва, де у 1961 році влаштувалися в Інститут зоології АН УРСР під керівництво видатного паразитолога, академіка О. П. Маркевича. У 1968 році Н. І. Іскова захистила кандидатську дисертацію на тему «Трематоды водоплавающих и болотных птиц северо-западного Причерноморья» під керівництвом О. П. Маркевича і Л. О. Смогоржевської.
З 1975 року — старший науковий співробітник відділу паразитології Інституту зоології. У 1980 році отримала наукове звання старшого наукового співробітника.
Як спеціаліст-трематодолог Н. І. Іскова у складі авторських колективів брала участь у написанні таких важливих видань, як «Определитель паразитов позвоночных Чёрного и Азовского морей» (1975) та «Трематоды птиц причерноморских и прикаспийских районов» (1983).
У 1985 році опублікувала одноосібну фундаментальну монографію в серії «Фауна України», присвячену трематодам підряду Echinostomatata. Ще одну монографію у цій серії, присвячену трематодам підряду Plagiorchiata, опублікувала 1989 року в співавторстві з іншим відомим гельмінтологом — В. П. Шарпилом, фахівцем з трематод рептилій та амфібій (рис. 1). Разом з колегами 1995 р. опублікувала монографію «Каталог гельминтов позвоночных Украины. Трематоды наземных позвоночных». Перераховані монографії не втратили своєї актуальності і до цього часу.
Працювала в Інституті зоології до 1996 року.

## Нагороди
У 1995 році разом з В. В. Корнюшиним та Л. О. Смогоржевською отримала Премію імені І.І. Шмальгаузена НАН України за серію праць «Паразитичні черви птахів України (проблеми систематики, сучасне поширення та екологія)».
Нагороджена медаллю АН СРСР до сторіччя з дня народження академіка К. І. Скрябіна (1981), а також медалями «В пам'ять 1500-річчя Києва» (1982) та «Ветеран праці» (1985).

## Найважливіші наукові праці
- Смогоржевская Л. А., Искова Н. И. Гельминтофауна домашних птиц правобережной степи УССР // Паразиты и паразитозы животных и человека. — Киев: Наукова думка, 1965. — С. 162—168.
- Смогоржевская Л. А., Искова Н. И. Curtuteria haematopodis sp. nov. (Trematoda, Echinostomatidae, Himasthlinae) — новый вид от кулика-сороки // Краевая паразитология и природная очаговость трансмиссивных болезний. Серерия «Проблемы паразитологии», ч. 5. — Киев: Наукова думка, 1966. — С. 108—111.
- Іскова Н. І. Philophthalmus stugii sp. nov. (Philophthalmidae, Tubolecithalmus) — новий вид із лиски (Fulica atra L.) // Доповіді АН УРСР. — 1967. — № 2. — С. 164—165.
- Іскова Н. І. Нові трематоди — Phaneropsolus minor sp. nov. та Eumegacetes brevis sp. nov. // Доповіді АН УРСР. — 1970. — № 8. — С. 748—751.
- Искова Н. И. Фаунистический обзор трематодофауны птиц отряда чаек северо-западного Причерноморья // Вопросы морской паразитологии. — Киев: Наукова думка, 1970. — С. 29-32.
- Искова Н. И. Зависимость трематодофауны водно-болотных птиц от питания [Архівовано 6 березня 2022 у Wayback Machine.] // Вестник зоологии. — 1970. — № 3. — С. 62-67.
- Искова Н. И. К изучению фауны трематод воробьиных птиц Украины [Архівовано 19 серпня 2019 у Wayback Machine.] // Вестник зоологии. — 1971. — № 3. — С. 27-30.
- Искова Н. И. Фауна трематод диких гусиных (Anseriformes) Северо-Западного Причерноморья [Архівовано 7 березня 2022 у Wayback Machine.] // Вестник зоологии. — 1972. — № 5. — С. 50-55.
- Определитель паразитов позвоночных Чёрного и Азовского морей. — Киев: Наукова думка, 1975. — 553 с. [у складі колективу авторів]
- Искова Н. И. Трематоды охотничье-промысловых и синантропных птиц Крыма // Паразиты и паразитозы животных и человека. — Киев: Наукова думка, 1975. — С. 138—146.
- Искова H. И. К номенклатуре некоторых видов рода Cyclocoelum Brandes, 1892 (Trematoda, Cyclocoelidae), паразитирующих у пастушковых и куликов [Архівовано 11 березня 2022 у Wayback Machine.] // Вестник зоологии. — 1978. — № 6. — С. 59-63.
- Искова Н. И. Материалы к фауне трематод дроздовых (Turdidae) Украины [Архівовано 7 березня 2022 у Wayback Machine.] // Вестник зоологии. — 1979. — № 3. — С. 25-32.
- Искова Н. И. Трематоды семейства Leucochloridiidae от воробьиных птиц Украины [Архівовано 7 березня 2022 у Wayback Machine.] // Вестник зоологии. — 1979. — № 5. — С. 47-55.
- Трематоды птиц причерноморских и прикаспийских районов. — Москва: Наука, 1983. — 228 с. [у складі колективу авторів]
- Искова Н. И. Фауна Украины. Т. 34. Трематоды. Вып. 4. Эхиностомататы (Echinostomatata). — Киев: Наукова думка, 1985. — 200 с.
- Корнюшин В. В., Искова Н. И., Смогоржевская Л. А., Наумчик А. В. Гельминты чаек и крачек Белоруссии, их эпизоотологическое значение [Архівовано 10 березня 2022 у Wayback Machine.] // Вестник зоологии. — 1985. — № 5. — С. 14-18.
- Шарпило В. П., Искова Н. И. Фауна Украины. Том 34. Трематоды. Вып. 3. Плагиорхиаты (Plagiorchiata). — Киев: Наукова думка, 1989. — 278 с.
- Искова Н. И., Стенько Р. П., Судариков В. Е. Neoharvardia shigini sp. n. (Trematoda, Diplostomidae) от рыбоядных птиц Причерноморья [Архівовано 10 березня 2022 у Wayback Machine.] // Вестник зоологии. — 1992. — № 5. — С. 67-69.
- Искова Н. И., Шарпило В. П., Шарпило Л. Д., Ткач В. В. Каталог гельминтов позвоночных Украины. Трематоды наземных позвоночных. — Киев: Институт зоологии НАН Украины, 1995. — 93 с.
- Корнюшин В. В., Смогоржевская Л. А., Искова Н. И. Циркуляция гельминтов в колониях веслоногих и голенастых птиц юга Украины [Архівовано 29 квітня 2022 у Wayback Machine.] // Бранта. — 2004. — С. 241—277.

## Описані види
- Curtuteria haematopodis Smogorjewskaja & Iskova, 1966
- Philophthalmus stugii Iskova, 1967
- Phaneropsolus minor Iskova, 1970
- Eumegacetes brevis Iskova 1970
- Neoharvardia shigini Iskova, Sten'ko & Sudarikov, 1992